# 石川村俊
石川 村俊（いしかわ むらとし）は、江戸時代中期の武士。陸奥国仙台藩一門筆頭・角田石川家8代当主。

## 生涯
享保11年（1726年）11月3日、角田石川家7代当主・石川村満の長男として誕生。幼名は深力。享保19年（1734年）嗣子と定められる。
元文元年（1736年）11月、元服し、5代藩主・伊達吉村の偏諱を受け、主馬村俊と名乗る。寛延2年（1749年）9月、父・村満の死去により家督を相続し角田邑主となる。
延享5年（1748年）、6代藩主・宗村帰国許可の謝使として江戸に上り、江戸城で9代将軍・徳川家重に拝謁する。宝暦6年（1756年）7代藩主・重村の家督相続御礼言上の際に、将軍・家重に拝謁する。
宝暦12年（1762年）5月29日、死去。享年37。家督は嫡男・村文が相続した。